# Juan de Ayolas
Juan de Ayolas (Briviesca, c. 1493–1510-Chaco Boreal, 1538) fue un explorador español involucrado en la expedición al Río de la Plata de 1536, bajo el mando de Pedro de Mendoza, en la cual se fundó Buenos Aires.
En 1537, Ayolas fue nombrado teniente de gobernador general de Asunción y luego gobernador del Río de la Plata y del Paraguay, pero no pudo ejercer el cargo debido a que se encontraba en el Chaco Boreal, en su labor de exploración, por lo que es probable que no se haya enterado de dicho nombramiento antes de su muerte en 1538.

## Biografía hasta la fundación de la primera Buenos Aires

### Viaje a la Sudamérica española con Pedro de Mendoza
Juan de Ayolas formó parte de la expedición del adelantado Pedro de Mendoza que partió del puerto de Sanlúcar de Barrameda, en el año de 1535.

### Inicios de la colonización del Río de la Plata
Una vez en Sudamérica, con el título de mayordomo y alguacil mayor de Pedro de Mendoza, asistió a la fundación de «Nuestra Señora del Buen Ayre» en el año de 1536.

## Fundador del fuerte Corpus Christi

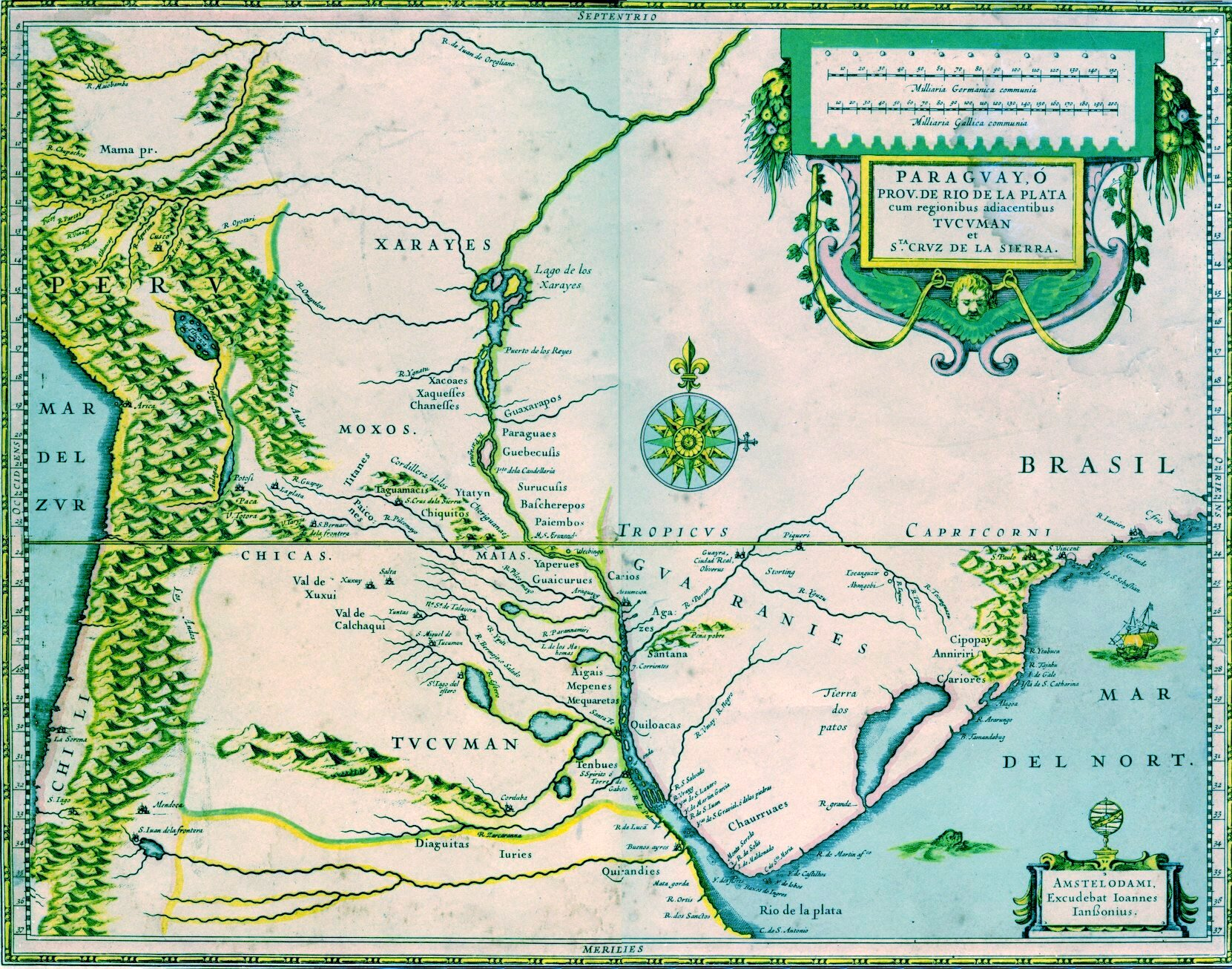
La gobernación del Río de la Plata y del Paraguay con la ubicación de los desaparecidos fuertes de La Candelaria y de Sancti Spíritus, Corpus Christi o Torre de Gaboto, entre otras urbes, y la Gobernación del Tucumán, siendo ambas, entidades autónomas dentro del gran Virreinato del Perú desde 1566 con su nominal Provincia de Charcas, dividida en corregimientos, y el inhóspito Gran Chaco (en un mapa de 1600).

Fue comisionado por el adelantado a explorar el río Paraná. En cercanías de la laguna Coronda fundó el Fuerte de Corpus Christi el 15 de junio de 1536. En la actualidad, en épocas de bajante, se han encontrado restos materiales indígenas en el lecho de la laguna.
Sobre el Río Coronda había estado el efímero fuerte de Sancti Spiritu —que había sido erigido en 1527 por Sebastián Caboto pero abandonado en 1531— en las cercanías de la desembocadura con el río Carcarañá (en la ubicación del actual Puerto Gaboto).

### Fundación del fuerte de la Buena Esperanza por Pedro de Mendoza
A finales del mes de septiembre de 1536 el adelantado Pedro de Mendoza fundó el pueblo y fuerte de Buena Esperanza, en las cercanías del actual Puerto Aragón. Finalmente este fuerte sería destruido por los timbúes el 3 de febrero de 1539 y el pueblo de la Buena Esperanza poco después que su vecino del norte, hacia septiembre del mismo año).

### Sumisión guaraní al Imperio español
Siguiendo el curso del río Paraguay se dirigió hacia la mítica sierra de la Plata. En su marcha fue interceptado por los caciques guaraníes Lambaré y Yanduvazuví Rubichá a los que venció en batalla. A raíz de esta situación se celebró una capitulación el 15 de agosto del corriente, en la que los guaraníes se aliaron a los españoles reconociendo la autoridad de estos.

## Fundador del fuerte de la Candelaria en el alto Paraguay

### Probable ubicación del fuerte erigido por Ayolas
El 2 de febrero de 1537 fundó una fortificación a orillas del río Paraguay, al que llamó «Fuerte de Nuestra Señora de la Candelaria» aunque también sería conocido en la época como «Puerto de la Candelaria» —según algunas fuentes— estaría ubicado hacia los 21.ºS, cerca de la desembocadura del río Blanco en el río Paraguay (por lo cual habría estado en tal caso algo al norte de Fuerte Olimpo).
En mapa de 1600 lo ubica específicamente enfrente del mismo, entre las desembocaduras de los ríos brasileños Nabireque y Blanco, o bien erradamente —según otras fuentes— hacia los 19.ºS (por lo cual estaría prácticamente donde hoy se halla Corumbá).

### Designación a Irala como teniente de gobernador
En este nuevo establecimiento colonial español Juan de Ayolas dejó como su teniente de gobernador de La Candelaria a Domingo Martínez de Irala hasta el abandono del fuerte en septiembre de 1537.

## Gobernador nominal del Río de la Plata y del Paraguay con sus interinos y deceso

### Nombramiento e interinatos en Asunción y Buenos Aires
Pedro de Mendoza, en virtud de sus facultades, lo designaría como su sucesor con el título de gobernador del Río de la Plata, por lo que lo nombraría como su teniente de gobernador general de Asunción, pero el 22 de abril de 1537, al no estar presente Ayolas para la transmisión del mando, el adelantado delegó en Francisco Ruiz Galán quien sería proclamado interinamente como su teniente de gobernador hasta el retorno de aquel, y que también había sido nombrado desde el pasado 20 de abril del mismo año como teniente de gobernador de Buen Ayre, Corpus Chisti y Buena Esperanza.
Pero por desavenencias con Martínez de Irala fue depuesto Francisco Ruiz Galán del cargo titular asunceno e Irala se autoasignó de facto para ocuparlo, y por tanto como sucesor de Juan de Ayolas, si no se lo encontrara con vida, quien por fallecimiento del adelantado Pedro de Mendoza fuera nombrado gobernador titular del Río de la Plata y del Paraguay de forma nominal desde el 23 de junio de 1537.

### Viaje a Charcas y cruce del Gran Chaco hacia el Paraguay
Continuando con la búsqueda de una comunicación con el Perú, Juan de Ayolas continuó con su empresa hasta llegar a la futura «Provincia de Charcas» —actual Bolivia— y cruzó por primera vez la región del Chaco.

### Fallecimiento y sucesor como gobernador del Río de la Plata y del Paraguay
Tras ese periplo regresó al fuerte de la Candelaria que ya había sido abandonado en septiembre de 1537. Allí fallecería tras un ataque de los indios payaguaes en el año 1538.
Su sucesor como gobernador del Río de la Plata y del Paraguay fue Domingo Martínez de Irala.